# Brodsko Vinogorje
Brodsko Vinogorje naselje je na sjeverozapadnom, rubnom dijelu grada Slavonskog Broda, a okružuju ga gradske četvrti: Podvinje na istoku, Kolonija na jugu i Brodski Varoš na jugozapadu.

## Povijest
Taj je dio do sredine 19. st. nenaseljen.[pojasniti] Zbog dobrih uvjeta za uzgoj vinove loze pojavljuju se prvi doseljenici, radnici u vinogradima, uglavnom doseljenici iz Like. Krajem 19. st. bilo je na Brodskom brdu oko 150 jutara vinograda. Ovo područje dobilo je početkom 20. st. naziv Brodsko Brdo. Danas se naselje zove Brodsko Vinogorje jer je Brodsko brdo puno šire zemljopisno područje. Umjesto vinograda sada većinu prostora čine stambena naselja i ulice u kojima živi oko 3000 stanovnika Slavonskog Broda.

## Župa
Župa Brodsko Vinogorje osnovana je 1994. godine i nosi naziv Župa Uznesenja Blažene Djevice Marije. Prvi župnik na župi je Pavao Madžarević.

## Osnovna škola
U Brodskom Vinogorju nalazi se osnovna škola izgrađena 1908. godine odlukom Kraljevske hrvatsko-slavonsko-dalmatinske vlade. Tijekom svog djelovanja škola je mijenjala ime više puta pa se tako nazivala: OŠ Brodsko Brdo, Državna narodna škola, Đuro Pilar, Branko Radičević, te danas opet OŠ Đuro Pilar.

## Znamenitosti
- Ljetnikovac obitelji Brlić (Vila Brlićevac)[2]